# Jarl Óttar de Mann
No confundir con Jarl Ottar (m. 970), caudillo vikingo de los gautas de Götaland, Suecia
Jarl Óttar de Mann fue un caudillo hiberno-nórdico, rey vikingo de Mann que gobernó la mitad norte de la isla aproximadamente entre 1095 y 1098 durante un turbulento periodo de guerra civil tras la muerte del legendario Godred Crovan.
Su presencia en crónicas contemporáneas es ambigua y escasa, una de las fuentes históricas nombra al jarl Óttar de Mann como padre de Óttar de Dublín y también a su madre llamada Svanhilda, una «dama danesa». Algunas fuentes sustentan la versión que en 1095 Magnus III de Noruega tomó control de la isla con una flota de 160 naves e impuso a un jarl de las Hébridas como gobernador vasallo de la corona; otras fuentes sin embargo lo limitan a que lideró la facción de los habitantes del sur de la isla que se habían rebelado contra los gobernantes del norte, MacManus or Macmaras. Según las crónicas contemporáneas, el jarl Óttar murió en el campo de batalla en 1098. Los caudillos de ambos bandos murieron en la contienda. Los hijos y descendientes de Godred Crovan, Lagman y Olaf (un tercer hijo, Harald, desaparece de las crónicas históricas pronto, vencido y cegado por su propio hermano Lagman), gobernaron la isla con posterioridad hasta la aparición de otro legendario caudillo, Somerled, que también encabezaría una dinastía de caudillos hiberno-nórdicos hasta 1265.